# 羅斯瓦利鎮區 (堪薩斯州斯塔福德縣)
羅斯瓦利鎮區（英語：Rose Valley Township）為美國堪薩斯州斯塔福德縣轄下的鎮區。2010年美国人口普查中此鎮區人口有54人。

## 地理
羅斯瓦利鎮區涵蓋總面積為94.4平方（36.45平方英里），其中陸地面積為94.4平方（36.44平方英里），水域面積為0.026平方（0.01平方英里）或0.03%。

## 人口統計
根據2010年美國人口普查，羅斯瓦利鎮區人口有54人，其中男性有29人，女性有25人，人口密度為每平方公里0.57人，住房計30戶。鎮區內的白人有52人，非裔美國人有0人，美洲原住民有0人，亞裔美國人有2人，太平洋島裔美國人有0人，其他種族有0人，混血種族則有0人。此外鎮區內有1人為西班牙裔或拉丁裔美國人。此鎮區之年齡中位數為48.0歲，而男性年齡中位數為47.5歲，女性年齡中位數為48.5歲。

## 交通

### 主要公路
- 281號美國國道